# Aaron Le

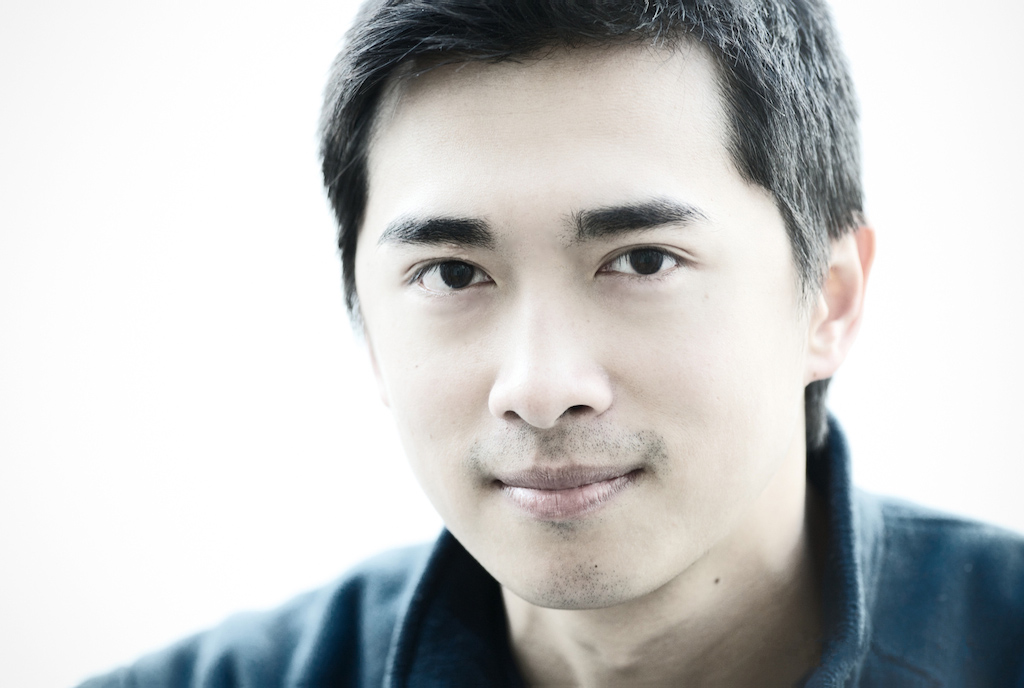
Aaron Le

Aaron Hong Phuong Le (* 17. Juni 1982 in Morong, Philippinen) ist ein deutsch-vietnamesischer Polizeiangestellter, Schauspieler, Sänger, Synchronsprecher und Streamer auf Twitch und YouTube, der in Berlin lebt.

## Leben
Bis zu seinem 18. Lebensjahr wuchs Aaron Le in Gelsenkirchen auf. Seine Eltern waren 1982 aus Vietnam geflüchtet, sie gehörten zu den boat people. Aaron Les Mutter war zu dieser Zeit schwanger mit ihm. Sie flüchteten über das Südchinesische Meer (vietnamesisch „Ostmeer“). Das Hospitalschiff Cap Anamur nahm die Flüchtlinge auf. Aaron Le wurde kurz nach der Rettung seiner Eltern in Morong auf den Philippinen geboren. Nach einem kurzen Aufenthalt in einem Flüchtlingslager wurde die Familie in die Bundesrepublik Deutschland ausgeflogen.

## Karriere
Aaron Le begann schon früh im Jugendtheater Bonni in Gelsenkirchen-Hassel zu spielen. Er widmete sich in dieser Zeit auch dem Taekwondo und besitzt den 1. Dan. 2000 erlangte er seine Fachhochschulreife am Eduard-Spranger-Berufskolleg mit Schwerpunkt Betriebswirtschaftslehre. Nach seinem Schulabschluss leistete er Zivildienst im Amalie-Sieveking-Haus. 2001 zog er mit 19 Jahren nach Berlin, um dort eine Schauspielausbildung (2001 bis 2004) an der Schauspielschule Die Etage – Schule für die darstellende Künste in Kreuzberg aufzunehmen. Er beendete seine Ausbildung nach drei Jahren erfolgreich mit staatlichem Abschluss. Während der Zeit seiner Ausbildung kam eine weitere Kampfsportart – Kung-Fu Shaolin – hinzu.
2005 war er bei der Sat.1 Talent Class dabei. Er gehörte zu den 24 Teilnehmern, die unter 15.000 Mitbewerbern ausgewählt wurden. Höhepunkt der Sat.1 Talent Class war das Camera-Acting von MK Lewis. Die Sat.1 Talent Class 2005 fand an der Hochschule für Film und Fernsehen (HFF) Konrad Wolf in Potsdam-Babelsberg statt.
Le spielt seit 2003 in zahlreichen Film- und Fernsehproduktionen als Haupt- und Nebendarsteller mit.
Zugleich singt er auf vielen Events seine Lieder auf Englisch, Spanisch, Vietnamesisch, Kantonesisch und Mandarin und arbeitet als Synchronsprecher für Hörspiel, Film und Fernsehen.
Seit 2011 ist er hauptberuflich bei der Polizei für das Land Berlin im Objektschutz beschäftigt.
Von März 2015 bis Mai 2024 spielte er in der ARD-Vorabendserie Rentnercops die Hauptrolle des Kriminalkommissaranwärters Hui Ko.
2020 nahm er bei der ProSieben-Show FameMaker teil und sang das vietnamesische Lied Con Lai Noi Co Don in mehreren asiatischen Sprachen und Englisch. Am Anfang seines Auftrittes tat er dabei so, als würde er Flöte spielen. Er wurde von Tedros „Teddy“ Teclebrhan in sein Team gewählt, aber nicht für das Finale ausgewählt.

## Filmografie (Auswahl)

### Als Schauspieler
- 2003: Sperling und der Mann im Abseits
- 2004: MTV – Boiling Points[4]
- 2005: SOKO Leipzig – Lügen und Geheimnisse
- 2005: Leo – Ein fast perfekter Typ[5]
- 2005: Tsuri Tsumi[6]
- 2005: Blue Hotel
- 2005: Deutsche Bank – Visionen
- 2006: Meine bezaubernde Nanny[7]
- 2006: Die Verabredung
- 2007: Hansgrohe AG – Die Wurzeln der Familie
- 2007: Taikonauts – The Chinese Moon Landing in 2020[8]
- 2007: A Human Request
- 2007: Point of View (Trailer)[9]
- 2007: Die Fliege
- 2008: Waldhaus – Schwarzwald for a moment
- 2008: Distant Lights[10]
- 2008: Anker werfen
- 2008: Robert Zimmermann wundert sich über die Liebe[11]
- 2009: Gangs[12]
- 2009: Studieren in Fernost
- 2010: Spezialeinsatz – Der goldene Buddha
- 2010: Im Angesicht des Verbrechens
- 2011: Zimmer 205[13]
- 2011: Der Kriminalist – Zwischen den Fronten
- 2011: I Phone You[14]
- 2011: Resonanz[15]
- 2012: RunSinRun
- 2012: In Your Dreams
- 2013: Scarlet & Hadschi
- 2013: Tatort – Die chinesische Prinzessin[16]
- 2013: Hectors Reise oder die Suche nach dem Glück
- 2014: Im Zeichen des Phönix
- 2014: Begierde – Mord im Zeichen des Zen[17]
- 2015–2024: Rentnercops (als Hui Ko)[18]
- 2014: Wir sind jung. Wir sind stark.[19]
- 2014: Kommissarin Lucas – Der nette Herr Wong
- 2015: SOKO München – Fuxjagd
- 2016: Die Fallers – Gäste aus Fernost Folge 917
- 2017: Aktenzeichen XY - Prügeltrio
- 2018: SOKO Leipzig – Das Chinesische Licht
- 2021: Großstadtrevier – Fremd unter Fremden

### Als Synchronsprecher
- 2005: Die Super-Ex
- 2007: Hancock
- 2007: 21
- 2011: Restless
- 2013: Saigon – Der Sommer, die Liebe, der Krieg
- 2014: Hectors Reise und die Suche nach dem Glück
- 2014: Unbroken
- 2016: Ich, Daniel Blake
- 2016: Silence

### Hörspiele
- 2012: Daniel Wedel: Double Happiness (2 Teile) (Sender: WDR, Original-Hörspiel) – Hauptrolle: Polizeikommissar Yan – Regie: Daniel Wedel
- 2016: Monster 1983 – Staffel 2 (audible) – Rolle: Tung – Regie: Ivar Leon Menger
- 2016: Radio-Tatort – Im Jahr des Affen (Sender: NDR, Originalhörspiel, Kriminalhörspiel) – Rolle: Feng Li – Regie: Sven Stricker
- 2019: Ghostbox Staffel 2 (audible) – Rolle: Thanh – Regie: Ivar Leon Menger
- 2024: Der Teepalast (Sender MDR Hörfunk) - Rolle: Puyi - Regie: Wolfgang Seesko